# Cyclocybe parasitica
Espèce
Synonymes
- Agrocybe parasitica G. Stev.[2]

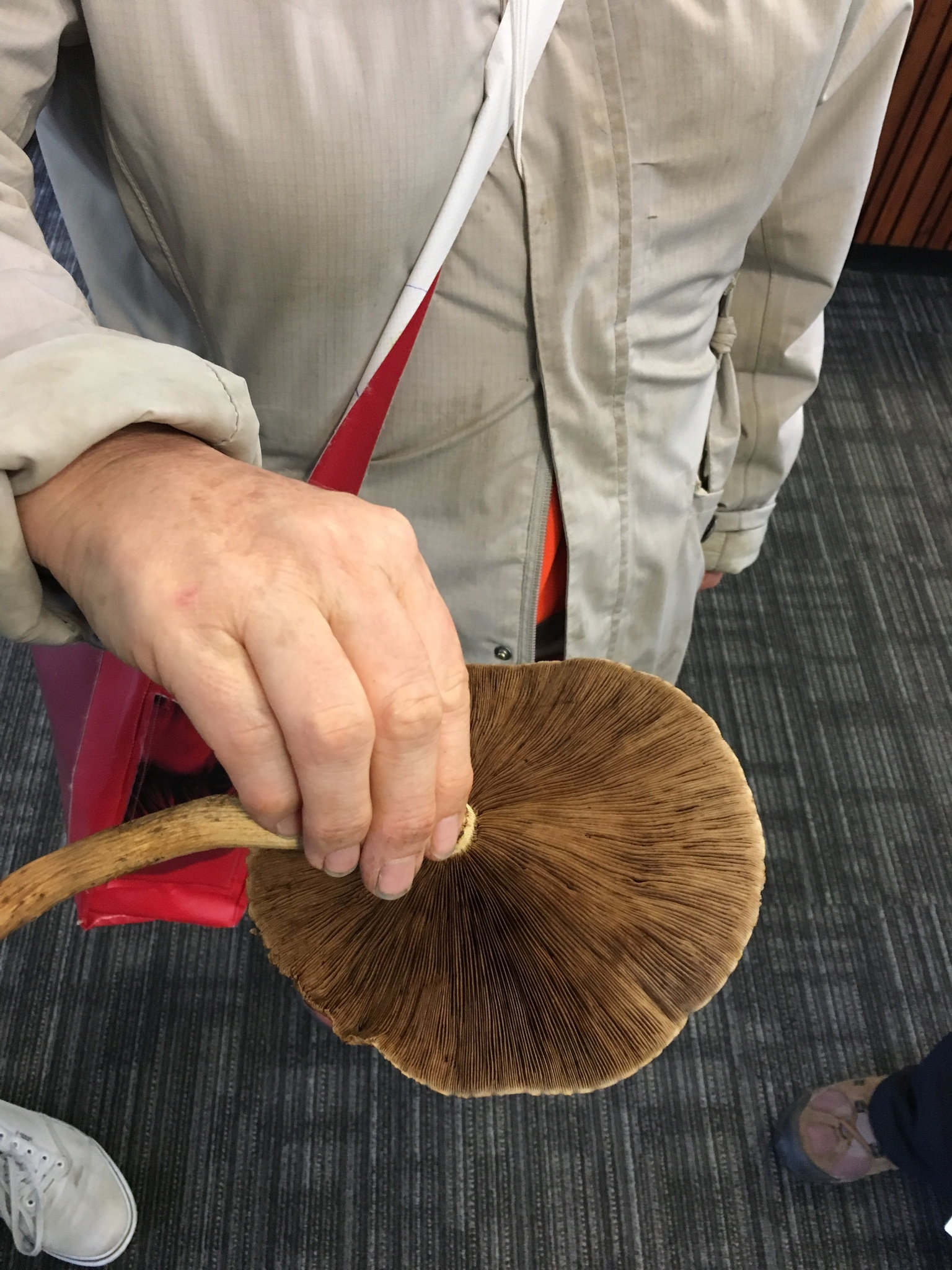
Cyclocybe parasitica vu de dessous.

Cyclocybe parasitica est une espèce de champignons de la famille des Strophariaceae.

## Basionyme
Cette espèce a pour basionyme : Agrocybe parasitica G. Stev., 1982